# Les Grandes Gueules
Les Grandes Gueules is een Frans-Italiaanse film van Robert Enrico die werd uitgebracht in 1965.
De film, het eerste commercieel succes van Enrico, was in 1965 een van de grootste Franse kassakrakers. Het gaat om de verfilming van de roman Le Haut-Fer (1962) van José Giovanni.

## Verhaal
Hector Valentin, een Fransman die al geruime tijd in Canada woont en geprobeerd heeft er rijk te worden, verneemt van zijn notaris dat hij de familiezagerij in de Vogezen van zijn vader geërfd heeft. 
Hij keert terug naar zijn geboortestreek, vastbesloten om het vervallen bedrijf nieuw leven in te blazen. Therraz, de eigenaar van een andere zagerij in het dorp, wil het monopolie in de streek behouden en wil Hectors zagerij overkopen. Deze laatste weigert op Therraz zijn voorstel in te gaan. 
Vanaf dan begint Therraz Hectors plannen te dwarsbomen. Alleen Laurent et Mick, twee ex-gevangenen, zijn bereid om met Hector samen te werken. Om meer personeel in dienst te kunnen nemen overtuigen de twee Hector ervan om voorwaardelijk in vrijheid gestelde gevangenen aan te werven. Laurent en Mick hebben echter andere bedoelingen, ze zijn in de streek neergestreken om wraak te nemen. 

## Rolverdeling
| Acteur              | Personage              |
| ------------------- | ---------------------- |
| Bourvil             | Hector Valentin        |
| Lino Ventura        | Laurent                |
| Jean-Claude Rolland | Mick                   |
| Jess Hahn           | Nénesse                |
| Marie Dubois        | Jackie                 |
| Michel Constantin   | Skida                  |
| Nick Stephanini     | Therraz, de ondernemer |
| Paul Crauchet       | Pelissier              |
| Reine Courtois      | Yvonne                 |
| Hénia Suchar        | Christiane             |
| Marc Eyraud         | de opvoeder            |
| Pierre Frag         | Fanfan                 |
| Michel Charrel      | Cuirzepas              |
| Mick Besson         | Raoul                  |
| Roger Jacquet       | Capester               |
| François Vibert     | Keller                 |